# NATO-Operation Baltic Sentry
Die Operation Baltic Sentry (Engl. für: Baltische Wache) ist eine am 14. Januar 2025 angekündigte NATO-Operation in der Ostsee. Sie wurde im Rahmen eines Gipfeltreffen der NATO-Ostseestaaten in Helsinki, Finnland, verkündet. Sie ist eine direkte Reaktion auf wiederholte Angriffe bzw. Beschädigungen von alliierter kritischer Infrastruktur (kurz KRITIS) unter Wasser, wie beispielsweise die Beschädigung eines Datenkabels zwischen Finnland und Estland am 25. Dezember 2024, welche von westlichen Regierungen der russischen Schattenflotte zugerechnet werden. Die Operation wird als Teil der NATO enhanced Vigilant Activities (kurz eVA) stattfinden, welche das Ziel haben die Nord- und Ostflanken des Bündnisses zu sichern, und unter dem Kommando des Joint Forces Command Brunssum (JFCB) stehen, welches dies wiederum für das Allied Command Operations (ACO) wahrnimmt.
Bereits am 6. Januar 2025 wurde das System Nordic Warden durch die vom Vereinigten Königreich geführte Joint Expeditionary Force (JEF) aktiviert. Das KI-System hat die Funktion, die russische Schattenflotte sowie andere Schiffe in der Ost- und Nordsee sowie dem Ärmelkanal zu überwachen. Es wird vom Strategic Command der britischen Streitkräfte in Northwood aus geführt.
Deutschland stellt voraussichtlich (Stand 15. Januar 2025) Kapazitäten der Marine (Korvetten/Fregatten/Minenjagdboote, Helikopter, Seefernaufklärer bzw. Maritime Patrol Aircraft, Seebataillon) und möglicherweise der Luftwaffe (die im Rahmen des Air Policing Baltikum ins Baltikum entsendet wurden) sowie des Cyber- und Informationsraum (kurz CIR). Dazu soll der neue Commander Task Force Baltic Aufgaben der Führung und Organisation übernehmen, während das Operative Führungskommando der Bundeswehr die operative Planung und Koordination übernehmen soll.

## Aufgabe
Die Operation hat als Hauptaufgabe den Schutz der kritischen Unterwasserinfrastruktur in der Ostsee. Die Eingebundenen Kräfte sollen sowohl eine schnelle Reaktion garantieren, als auch abschreckend wirken. Generalsekretär Rutte kündigte auch an, dass Schiffe die eine Bedrohung für NATO-KRITIS darstellen auch mittels Boarding und Festnahmen nach internationalem Seerecht rechnen müssen.

## Geschichte
Bereits am 20. November 2024 meldeten die Behörden von Deutschland und Finnland sowie Schweden und Litauen Beschädigungen an Unterwasserkabeln zwischen den respektiven Ländern. Verdächtigt wurde ein chinesischer Frachter mit dem Namen „Yi Peng 3“, welcher jedoch angeblich unter russischem Auftrag fuhr, und vom russischen Ust-Luga das ägyptische Port Said ansteuerte. Der Vorfall kam, nachdem bereits im Jahr 2023 die Gaspipeline Nord Stream 2, genauso wie die Gasleitung Balticconnector sowie ein Datenkabel zwischen Finnland und Estland, sabotiert wurde.
Ein weiterer Vorfall ereignete sich am 25. Dezember 2024, als ein unter der Flagge der Cook Inseln fahrender Frachter das Stromkabel EstLink 2 beschädigt. Das NATO-Mitglied Finnland, welcher die Stromverbindung von Estland aus empfängt, enterte daraufhin den Frachter und brachte ihn in seine Hoheitsgewässer.
Als Reaktion darauf trafen sich die Regierungschefs der Ostseeanrainerstaaten der NATO gemeinsam mit dem NATO-Generalsekretär am 14. Januar 2025 in Helsinki, in welcher Folge der Start der Operation bekanntgegeben wurde.

## Beteiligte Staaten und Einheiten
NATO
- ACO (SHAPE), MARCOM
  - NATO Maritime Centre for Security of Critical Underwater Infrastructure (NMCSCUI)
  - JFC Brunssum
    - SNMG 1[8]
      - HNLMS Tromp (Flaggschiff), Luftverteidigungsfregatte De-Zeven-Provinciën Klasse (Niederlande)[9][10]
      - Hamina-Klasse Flugkörperschnellboot (Finnland)[11]
      - HSwMS Visby, Korvette Visby Klasse (Schweden)
      - FGS Magdeburg, Korvette K130-Klasse (Deutschland)[10]

    - SNMCMG 1[12]
      - HNLMS Luymes (Flaggschiff), hydrographisches Vermessungsschiff Snellius Klasse (Niederlande)
      - FGS Datteln, Minenjagdboot Frankenthal Klasse (Deutschland)
      - FS Croix du Sud, Minenjagdboot Tripartite Klasse (Frankreich)
      - ENS Sakala, Minenjagdboot Sandown Klasse (Estland)

    - Seefernaufklärer P3C-Orion[13]

Wie das NATO Maritime Command MARCOM bekannt gab wird durch das Allied Command Transformation ACT eine Reihe an USVs (zu dt.: unbemanntes Überwasserschiff) entsendet, laut einem Sprecher der NATO soll die Entsendung mindestens 20 USVs betragen. Ihre Hauptaufgabe sei die Herstellung und Verdichtung eines operativen Lagebildes. Es würde den ersten großflächigen Einsatz von USVs durch das Bündnis darstellen. MARCOM geht weiterhin von einem zukünftigen Einsatz von Unterwasserdrohnen (UUVs, eng. für: unmanned underwater vessel) aus.
Die beiden stehenden Verbände der NATO sollen um nationale Einheiten der Ostseeanrainerstaaten ergänzt werden.

## Deutsche Rolle
Das Bundesministerium der Verteidigung kündigte an sich an der Operation zu beteiligen.
Die Truppen sollen operativ durch das Operative Führungskommando der Bundeswehr von Potsdam/Schwielowsee aus geführt werden. Dazu unterstützt der Commander Task Force Baltics mit seinem Stab.
Als direkte Beteiligung sei, so das BMVg, der Einsatz von Korvetten, Minenjagdbooten und Seefernaufklärern P3C-Orion denkbar. Ferner ist auch ein Einsatz des Seebataillons für Boardingoperationen sowie Unterwassereinsätze denkbar.
Seit mindestens April 2025 stellt die Bundeswehr neben Korvetten und Seefernaufklärern P3C-Orion der Marine auch eine Drohne des Typ German Heron-TP, von Israeli Aerospace Industries (IAI), des Taktischen Luftwaffengeschwader 51 aus Schleswig. Es stellt den ersten Einsatz des Systems in der Bundeswehr dar.